# Atatürk-Kulturzentrum (Istanbul)
Das ehemalige Atatürk-Kulturzentrum (türkisch Atatürk Kültür Merkezi, Kürzel AKM) war ein Mehrzweck-Kulturzentrum und Opernhaus am Taksim-Platz in Istanbul, Türkei. Es war nach dem Staatsgründer Mustafa Kemal Atatürk benannt. Im Sommer beherbergte das Atatürk-Kulturzentrum das Istanbuler Kunst- und Kulturfestival. 2018 begannen die Abrissarbeiten, sie waren im Februar 2019 beendet. Auf dem Areal entstand das neue Atatürk-Kulturzentrum.

## Gebäudekomplex

Modell des ehemaligen Atatürk-Kulturzentrums

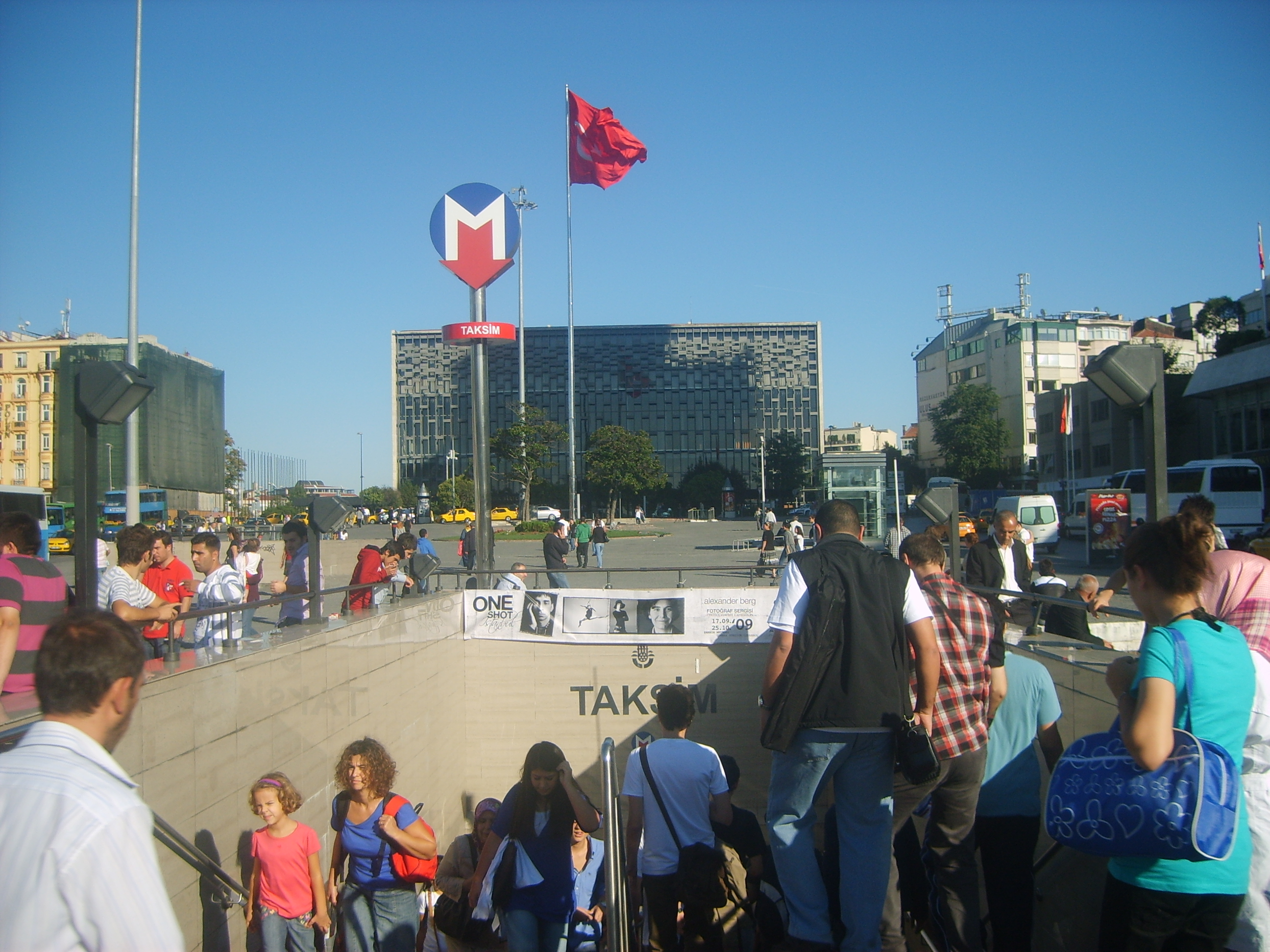
Atatürk-Kulturzentrum am Taksim-Platz, mit Eingang zur Taksim-Station der Istanbuler Metro

Der 1969 erbaute Komplex umfasste das „Große Haus“, eine Halle mit einer Sitzkapazität von 1.307 Plätzen für Aufführungen des Türkischen Staatstheaters und des Staatsopernballetts. Eine zweite Halle war die „Konzerthalle“ mit einer Kapazität von 502 Sitzen für Konzerte, Meetings und Konferenzen, dazu kam eine 1.200 m² große Ausstellungshalle am Eingang. Es gab das „Kammertheater“ mit 296 Sitzen, die „Aziz-Nesin-Bühne“ mit 190 Sitzen und eine Kinohalle mit 206 Sitzen.
Das Zentrum war Heimat folgender Ensembles:
- Istanbuler Staatssinfonieorchester und -chor (İstanbul Devlet Senfoni Orkestrası ve Korosu)
- Modernes Staats-Volksmusikensemble Istanbul (İstanbul Devlet Modern Halk Müziği Topluluğu)
- Klassisch-Türkischer Staatsmusikchor Istanbul (İstanbul Devlet Klasik Türk Müziği Korosu)

Der Komplex war ein Neubau des ehemaligen Atatürk-Kulturzentrums, das während einer Vorführung am 27. November 1970 niederbrannte. Nach dem Wiederaufbau wurde es 1977 erneut eröffnet.
Es hätte 2008 saniert werden sollen, bevor Istanbul 2010 den Titel Kulturhauptstadt Europas übernahm. Die Renovierungsarbeiten wären von der türkischen Architekturfirma Tabanlıoğlu Mimarlık ausgeführt worden. Aufgrund einer Klage des Vereins Kültür Sanat-Sen wurde jedoch nie damit begonnen.
Die türkische Regierung unter Recep Tayyip Erdoğan kündigte im Juni 2017 den Abriss des Gebäudes an, um Platz für einen modernen Neubau zu schaffen. Im Februar 2018 wurde das Gebäude abgerissen und mit den Bauarbeiten für ein neues Atatürk-Kulturzentrum begonnen. Der Bau wurde Ende Oktober 2021 eröffnet.